# Platysaurus broadleyi
Platysaurus broadleyi là một loài thằn lằn trong họ Cordylidae. Loài này được Branch & Whiting miêu tả khoa học đầu tiên năm 1997.

## Hình ảnh

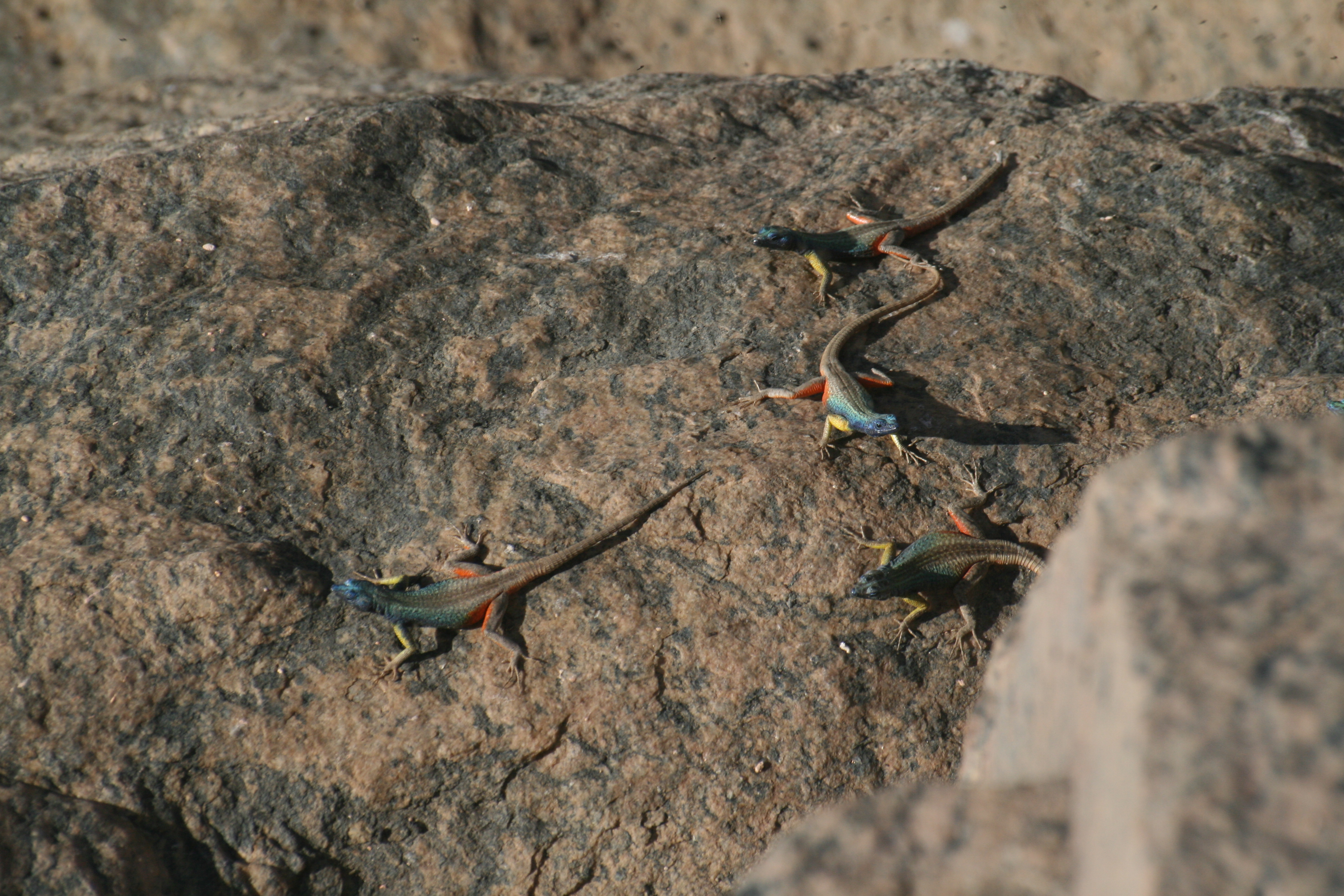
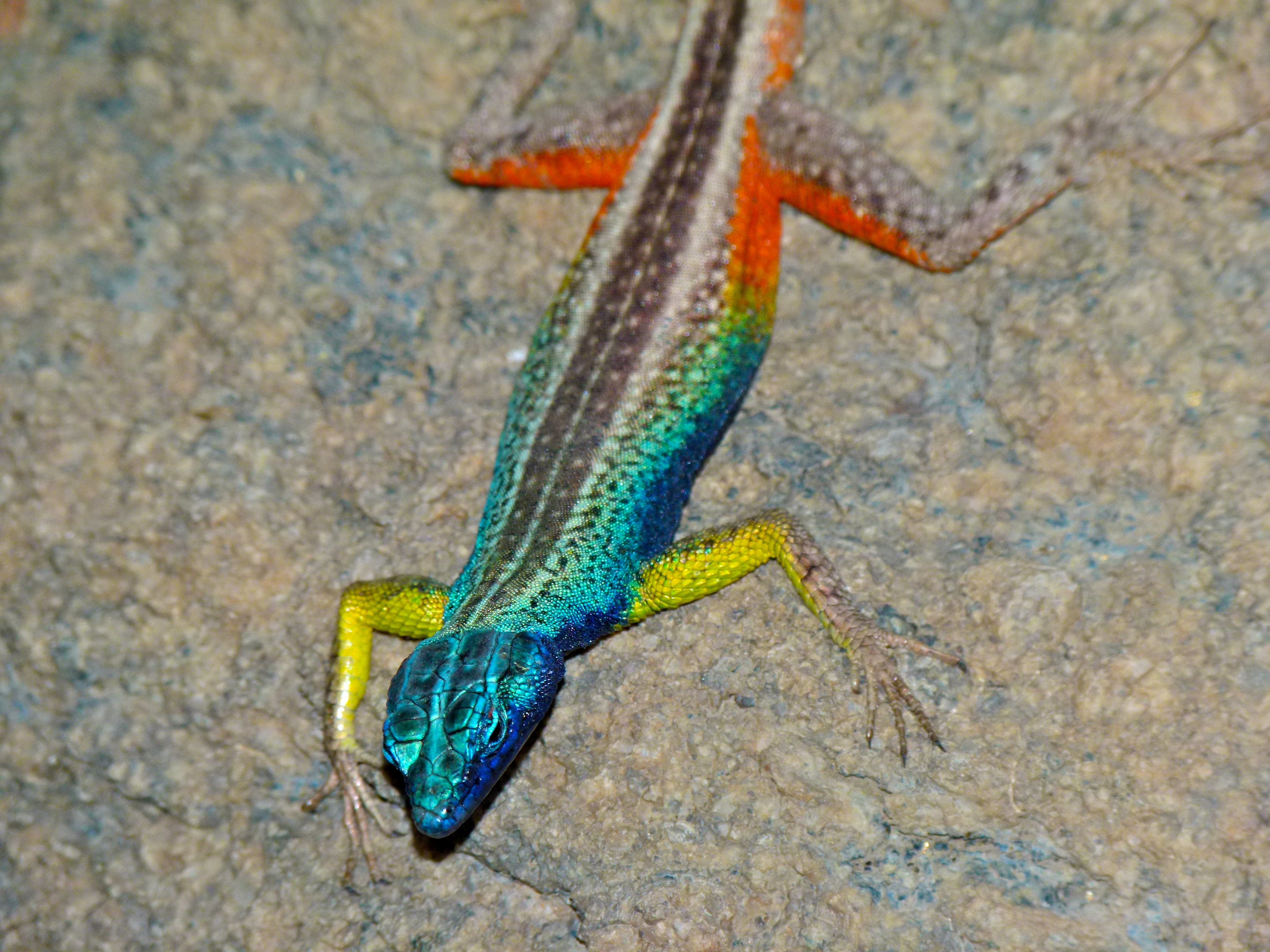
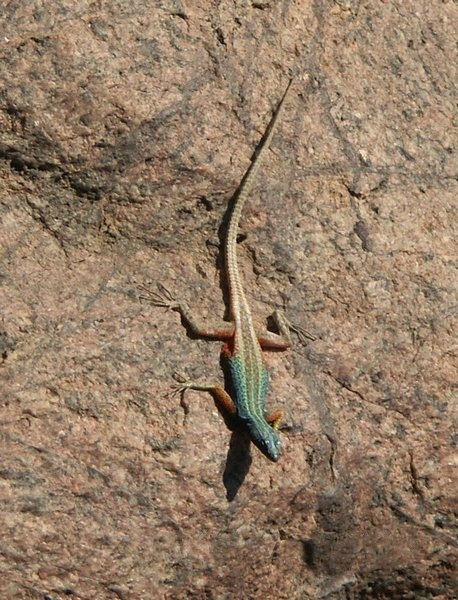
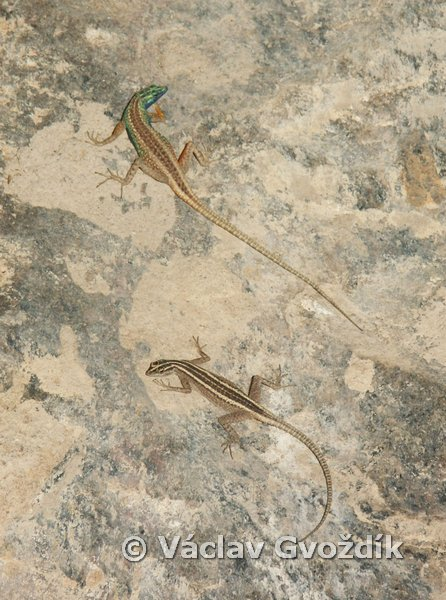